# 北京民航总医院杀医案
北京民航总医院杀医案（也称北京民航总医院伤医事件）发生于2019年12月24日，是在北京市朝阳区民航总医院急诊抢救室的一起杀害医生事件。患者家属孙文斌持刀割伤女医生杨文颈部，终致杨文医生身亡。
事发后，凶手家属没有任何愧疚和道歉，但中国民众和舆论集体表达了对杨文医生的哀悼。同时在北京三级医院接待能力有限，医疗资源长期紧张的现实状况下，孙文斌母亲、患者魏某于事发前亦需面对这一现状，中国网络指魏某在其子杀人后，受到中国政府和医院优待，获得“调集了一切医疗资源”的治疗。卫健委和医院组织专家进行会诊后，将她转入北京朝阳医院ICU治疗，享受VIP待遇，并免除医疗费用。这一系列消息，激起中国民众反感。12月28日和29日的媒体报道相继证实，北京市卫健委和医院至少为魏某提供了，免除医疗费用、VIP待遇之外的一系列医疗优待。面对民众反感，民航总医院在30日，北京朝阳医院在31日正式回应，相继承认为魏某组织会诊，以及“垫付”费用等一系列优待，但北京朝阳医院同时强调提供的是“正常且必要的医疗救治服务”。事发前，民航总医院拒绝将魏某由急诊治疗转为住院治疗，被外界认为是凶案的诱因，各界对医院拒绝的原因多有推测，民航总医院至今未予回应。

## 相关人物

### 涉事医生
该事件中的涉事医生杨文，于1992年9月开始在医疗领域任职。她曾在2003年非典期间和2008年北京奥运会、北京残奥会期间参与志愿服务工作。

### 涉事患者
相关报道称患者为魏某，或称孙魏氏，她可能是历史原因而无正式名字。魏某出于1924年，是北京市朝阳区的本地居民，亦是一名超转人员，即因政府征地而由农业户口转为城镇户口的“农转非”人员。对于此类人员，政府除提供与城镇退休职工相同的医保待遇外，亦给予相应的生活补助。她与凶手孙文斌为母子关系，孙是其最小的儿子，系无业人员，曾经在养殖业和屠宰业工作。或指其家属依赖魏某获得的生活补助生活，被外界认为是孙文斌的行凶动机。

## 事发前

### 魏某的治疗过程
魏某做为95岁的高龄老人，有脑梗塞后遗症，长期卧床，依靠鼻饲营养生存。2019年12月4日上午7时许，儿女将魏某送至民航总医院急诊。副主任医师、内科医生杨文是值班医生，亦是魏某的首诊医生。
4日，魏某进入医院时，意识欠清，初步诊断为肺部感染。杨文医生建议的检查和药品总费用共计约2700元，实际发生费用为508.54元。这是因为魏某家属拒绝一切医疗检查，仅要求输液。杨文医生开出营养液和『醒脑静』给魏某。魏某输液后，身体状况无明显好转。12时50分，家属签字后，带魏某离院。13时50分，因家属感觉魏某身情况变差，返回医院。此后的急诊治疗中，在病情无好转的情况下，魏某家属拒绝了医生提出的进行医疗检查的提议，表现出无接受魏某死亡的可能性。同时，“几个家属就认定是杨文医生输液给输坏了。”
杨文同事指，在治疗过程中，魏某家属“不停地吵闹、辱骂、威胁”，“他们就在抢救室天天跟我们干架，小儿子（孙文斌）尤其极端和情绪化，总说（如果）老太太死了，我们谁都别想活。”医护人员亦指魏某家属情绪自她入院时就比较“比较激动”，最多时有七、八个家属陪同，“每个人看起来都挺容易激动的”。
杨文医生在24日遇害前，曾多次为魏某进行诊疗。其他医生亦为魏某申请过医疗检查。《财经》的报道亦指，在急诊留观治疗期间，魏某家属很少再拒绝医生的诊疗方案。最终，魏某的医疗费用约为3.6万元。民航总医院在12月30日的通报中指：“在整个治疗期间，家属曾先后10次签字拒绝检查和治疗。尽管如此，在医护人员努力下，患者感染有所控制，肾功能不全改善，电解质趋于正常。”并称“有关专家检查患者并调阅有关病案材料后表示，前期诊治过程规范、治疗方案合理，患者情况较入院时有一定好转。”

### 医院拒绝魏某转为住院治疗
在治疗过程中，魏某家属想将魏某由急诊治疗转为住院治疗，医疗费用亦会因此从个人自费转由医保承担。魏某将享受90%医疗保险报销的福利，或指魏某急诊治疗的年报销额度为两万元，住院治疗的年累计报销额度为三十万元。但魏某家属的要求，因无病床而被民航总医院拒绝。孙文斌姐姐指，这让孙文斌觉得医院故意将魏某限于急诊治疗，赚取医疗费用。医院的拒绝被认为，是造成孙文斌不满，激化医患矛盾，最终杀害杨文医生的诱因。

### 拒绝的原因
外界对医院拒绝的真实原因有三种推测，一、因临近年底结算期，医院控制医保费用；二、患者家属态度极端恶劣，住院部医生有顾虑；三、没有住院床位。在相关报道中，民航总医院医生及其他人士以个人身份对外界推测有过回应，但因医院未公开回应，拒绝魏某转为住院治疗的真实原因无从得知。
有报道指出，之所以有这样极端的医患矛盾，是因为一条不合理的医疗保险报销规定所引起。患者魏某符合医保住院可以报销90%的条件，患者家属拒绝任何在急救室的自费检查，多次要求收治入院检查治疗。但是该病人在事发前只能以“留观重病人”的身份在急诊科自费检查治疗。其原因是因为当地医疗保险报销费用是由当地医保部门每年定额向医院支付，超额部分由医院自行承担，而医院则将超额医保报销费用摊到一线医生护士的头上扣费。事件发生临近年底，相关检查严格，医生如果将会导致医疗保险报销费用超额的病人收治入院，则有自行承担超额费用的责任，需自掏腰包给病人看病。
署名李岩峰博士的作者发言指出：“按病情该不该收住院?应该!能不能用医保?不能。医保局说，超了我不出。医院说：超了自己出。到了医生这，在病人面前只能说：不能用医保，只能自费住院。要么就在急救室里观察用药做检查，全部自费，全部自费，全部自费。”该作者认为在现行医保体制下，“这个95岁老太，和其他的留观病号，就是人形皮球啊，北京各大医院都不会收的，除非用自费。”
民航总医院某位住院部医师则认为拒绝魏某入院并非因为医保额度，“主要还是患者家属情绪极端，不断地吵闹、威胁医生。急诊科医生将患者转向住院部时，一般会先进行筛查，根据疾病谱联系住院部对应科室，并将患者病情、家属情绪、配合程度等信息与住院部医生沟通。”
作为中国首都的北京集中全国最为优质的医疗资源的同时，亦需面对全国民众的医疗需求，有“全国看病中心”之称，是中国医疗资源最为紧张的地区。长期以来，北京三级医院住院床位紧缺是常见现象。住院床位满负荷运行，进一步造成了急诊床位的紧缺。2012年的报道指，非急诊患者等待住院床位需要一两个月至半年的等待期。某些医院的急诊患者等待住院床位的时间甚至达到一年以上。而由于民航总医院未公开回应，《财经》杂志在报道中仅能根据相关日常信息推测，在事发前的两周不可能没有住院床位。

## 事件经过
12月24日當天早上6點许，杨文医生在急诊科抢救室正常工作时，被孙文斌持刀伤害，杨文颈部严重损伤。当天上午，北京警方发布通告，指出嫌犯孙文斌已被警方逮捕。25日凌晨，民航总医院再次发布公告称女医生因爲伤势嚴重，在25日凌晨12點50分抢救无效去世。

## 后续

### 凶手母亲后续治疗
12月26日，北京市政府组成部门、主管北京医疗事务的北京市卫健委组织专家对患者魏某进行会诊，但消息未对外公布。27日，北京市人民检察院发布消息，指经依法审查，以涉嫌故意杀人罪批准逮捕孙文斌。27日下午，民航总医院为杨文医生举行追思会。杨文同事提出急诊部停诊一天，以此纪念杨文医生，医院没有批准。
28日上午，国家卫健委法规司司长赵宁回答事件相关提问时，说“这个事不是一个医疗纠纷问题，是一个非常严重的刑事犯罪。 ”下午15时许，北京第二外国语学院在微博发布消息，对与自己及凶手相关的谣言进行辟谣。当日，《中国新闻周刊》记者在北京朝阳医院证实，魏某于27日下午从民航总医院转入北京朝阳医院，在内科重症监护室（ICU）接受治疗。
虽然事发后，中国政府和两家医院从未对外公布魏某治疗的相关信息，但有消息称“魏某在其子杀人之后获得更为优质的医疗待遇。医院为救治魏某，调集了一切医疗资源，使一个杀人犯的母亲享受‘英雄的母亲’的待遇”，引发舆论反感。29日，环球网引用《环球时报》主编胡锡进在微博发表的观点，试图平息舆论反感。胡锡进表示，他不相信朝阳医院会“出于某种考虑”，即使舆论反对，仍为魏某提供医疗优待。称朝阳医院只是因魏某病人身份，提供“非正常的ICU抢救治疗”，与“凶犯的母亲”或“功臣的母亲”的身份无关。
财新网在29日的报道称，北京市卫健委相关人士接受采访，证实市卫健委在26日为魏某组织专家会诊，称北京市政府此举是出于人道主义考虑。并称魏某在27日离开民航总医院，转诊至一级医疗机构（朝阳区管庄东里医院）。按标准转诊程序，由下级医疗机构向上级医疗机构转诊，由此进入北京朝阳医院，在第二急诊重症监护室（EICU）接受治疗。当日19时许，央视网播出对医生、全国政协委员凌锋的采访。凌锋称从朝阳医院官方获得消息：魏某家属自行办理出院，拨打999后，进入朝阳医院，交付押金。政府部门未为魏某组织VVIP会诊，未免费治疗。朝阳医院按医院责任接收魏某，亦没有提供免费医疗。
30日晚间，民航总医院通报事件详情。院长彭定琼证实医院于26日请求院外专家进行会诊，并称“在整个诊疗过程中，民航总医院遵照正常诊疗程序执行，患者享有城镇职工退休人员基本医保政策，有关费用结算按医保规定进行，不存在为患者减免费用的情况。”同时，医院方面承认杨文母亲在事发后被接入民航总医院，有专人24小时陪护。此前报道指，魏某家属在事发后骚扰杨文母亲，要求杨文母亲签署谅解书，以为孙文斌在司法审判中获得轻判。在中国司法体系中，涉及死刑判决时，家属谅解是影响判决结果的重要因素。司法实践中，案情更严重、手段更为凶残的罪犯通过取得受害者家属谅解得以逃避死刑。
31日23时许，朝阳医院通过微博发布消息，承认收治魏某后，医院组织外院专家进行会诊，会诊费用由医院支付。同时说明医院仅是“先行垫付”会诊费用，并本着人道主义精神，对魏某“提供正常且必要的医疗救治服务”。外界认为，朝阳医院“先行垫付”的做法已超出常态，质疑医院此举没有先例。

### 凶手检控和法院审判
30日，北京市公安局将犯罪嫌疑人孙文斌以涉嫌故意杀人罪移送到北京市人民检察院第3分院审查起诉。
2020年1月3日，北京市人民检察院发布消息称，北京市人民检察院第三分院经過审查，依法对被告人孙文斌犯故意杀人罪向北京市第三中级人民法院提起了公诉。
2020年1月16日，北京市第3中级人民法院依法公开开庭审理被告人孙文斌犯故意杀人罪一案，並且以故意杀人罪判处被告人孙文斌死刑，剥夺政治权利终身。法院經審理认为，被告人孙文斌故意非法剥夺他人生命，他的行为已經构成故意杀人罪，所犯罪行极其严重，依法应予处罚。孙文斌作案之后报警，到案之后能够如实供述所犯罪行，应依法確定为自首。但是孙文斌犯罪性质特別恶劣，杀人手段特别残忍，情节、后果特别严重，並且造成了社会危害性极大，虽然有自首情节，但並不足以从轻处罚。法院依法当庭作出了1审判决。法院1审宣判之后，被告人孙文斌不服，向北京市高級人民法院提出了上诉。
2020年2月14日，北京市高级人民法院2审公开开庭审理孙文斌故意杀人罪上诉一案并且当庭宣判，依法裁定驳回孙文斌的上诉，维持原判，对孙文斌的死刑判决依法报请最高人民法院核准。
2020年4月3日，經最高人民法院院長簽署的執行死刑命令，北京市第三中级人民法院对孙文斌依法执行死刑。

### 被害医生追悼与纪念
4日，被害女医生杨文先后被民航局党组、全国民航工会、北京市卫生健康委员会、首都卫生健康系统精神文明建设协调委员会追授“民航优秀共产党员”、“全国民航五一劳动奖章”和“首都健康卫士”荣誉称号。5日，杨文遗体告别仪式在北京八宝山殡仪馆举行。在告别仪式上，杨文家属表示：“感谢北京市、民航局、卫健委、民航总医院，杨文医师的老师、同学、同事、朋友以及社会各界爱心人士对杨文医师的深切缅怀和对杨文医师家人的关心关怀、帮助照顾，我们会把老人赡养好，把家人照顾好，以告慰杨文医师的在天之灵。相信司法机关一定会严惩凶手。”

## 拓展阅读
- Cai, Ruilie; Tang, Ji; Deng, Chenhui; Lv, Guofan; Xu, Xiaohe; Sylvia, Sean; Pan, Jay. . Human Resources for Health. 2019, 17 (1)  [2020-01-20]. ISSN 1478-4491. doi:10.1186/s12960-019-0440-y. （原始内容存档于2019-12-27）.